# David Hudson (Musiker)
David Hudson ist ein australischer bildender Künstler und Musiker, ein Didgeridoo-Virtuose der Aborigines.
David Hudson ist Angehöriger des Stammes der Ewamin (oo-rah-min)/Western Yalangi aus der Gegend nordwestlich von Cairns, in Queensland im Norden Australiens.
Er ist einer der erfolgreichsten Vertreter eines modernen Stiles der Aborigine-Musik. Sein bevorzugtes Instrument ist das Didgeridoo. Seit Ende der 80er Jahre feiert er weltweit Erfolge und hat bisher 26 Alben veröffentlicht. Bei vielen Tourneen spielte er in Asien, Amerika, Europa und auch an so ungewöhnlichen Orten wie dem Taj Mahal und der Verbotenen Stadt in China. In Deutschland trat er unter anderem 1993 bei der Eröffnungsfeier der 4. Leichtathletik-Weltmeisterschaften in Stuttgart auf.
David Hudson beschreibt seine Kompositionen selbst als zeitgenössische Weltmusik mit starkem traditionellem Einfluss.
Neben der Musik ist David auch weltweit anerkannt als Tänzer und Entertainer.
So arbeitete er von 1987 bis 1992 am Tjapukai Dance Theatre in Kuranda. Die Show wurde im Guinness-Buch der Rekorde als die am längsten laufende Theatershow Australiens bekannt.
Er übernahm auch Rollen in diversen Fernsehserien und Filmen, u. a. in The Island of Doctor Moreau an der Seite von Marlon Brando.
Auch im Bereich der Malerei ist David tätig und stellte bereits mehrere Werke aus.
In vielen kulturellen Bereichen und der Sozialarbeit ist der hochengagierte Künstler genauso aktiv wie in der Politik und im Einsatz für die Rechte der Aborigines und der Menschenrechte.

## Diskografie
- Woolunda, Celestial Harmonies, 1993
- Rainbow Serpent, Celestial Harmonies, 1994
- Yigi Yigi,
- Gunyal, Black Sun, 1998
- Walkabout, Indigenous Australia, 1999
- The Sound of Gondwana (with Alan Dargin, Matthew Doyle, and Mark Atkins), Black Sun, 1997
- Australia: Sound of the Earth (with Steve Roach and Sarah Hopkins), Fortuna, 1990